# فصل شکار ۲
فصل شکار ۲ (انگلیسی: Open Season 2) یک فیلم است که در سال ۲۰۰۸ منتشر شد.

## بازیگران
- جوئل مک‌هال
- مایک اپس
- کودی کامرن
- جین کراکوسکی
- بیلی کانلی
- کریسپین گلاور
- دانی مان
- الیویا هک
- نیکا فاترمن